# 쿠르타미시

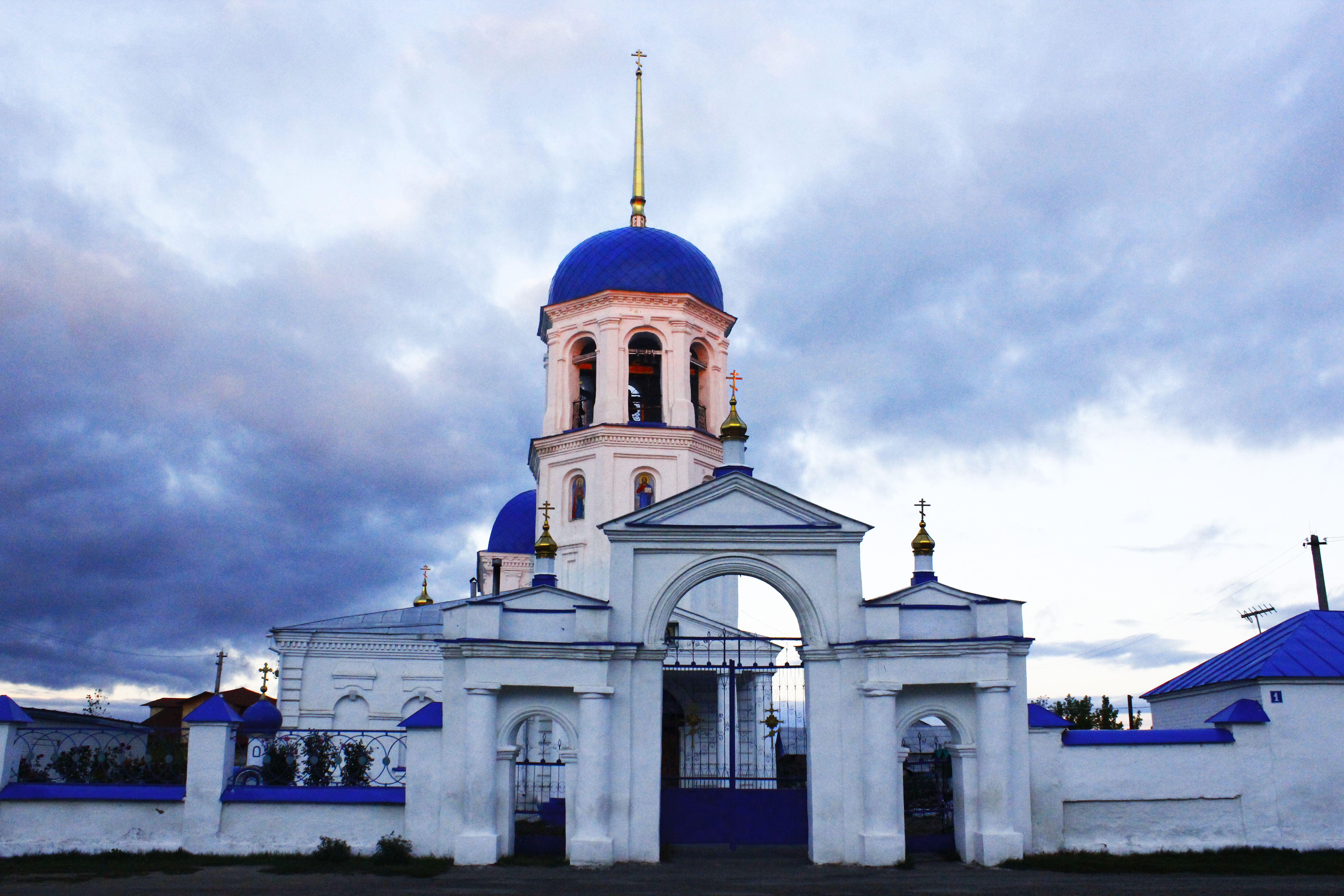

쿠르타미시(러시아어: Куртамы́ш)는 쿠르간주 쿠르타미시스키군에 속한 도시이다. 쿠르타미시강(토볼강의 지류)이 흐른다. 인구는 1만8,400명(2001년)이다.

## 역사
1745년에 안톤 루스쿠트니코프가 쿠르타미시 강변의 현재의 지점에서 도착하게 된 것을 시점으로, 마을이 세워지게 되었다.
1756년에는 쿠르타미시는 쿠르타미시스키군의 중심지로 성장하고, 철강 산업이 발달하게 되었다.